# Международная ассоциация переводчиков конференций
Международная ассоциация переводчиков конференций (фр. Association internationale des interprètes de conférence — AIIC) — международная профессиональная общественная организация, объединяющая специалистов по синхронному переводу.
Основана в 1953 году в результате договорённости руководителей переводческих служб ОЭСР, Совета Европы и ЮНЕСКО. Штаб-квартира (секретариат) — в Женеве, президент (на 2017 год) — Ангела Кайль. По состоянию на 2017 год в организации состоит около 3 тыс. переводчиков-синхронистов.
Ассоциация вырабатывает профессиональные программные и деловые документы — стандарты качества перевода, этический кодекс, шаблоны договоров на оказание услуг. Выпускается онлайн-журнал, проводятся профессиональные конференции. Для организаторов мероприятий оказываются услуги по подбору переводчиков. Также ассоциацией заключены коллективные договоры на предоставление услуг переводчиков для крупных международных организаций (таких как ООН и Всемирная таможенная организация), ведётся каталог образовательных учреждений, где обучают профессии синхрониста в соответствии с требованиями ассоциации.